# 鹤林镇
鹤林镇，原为鹤林乡，是中华人民共和国四川省达州市渠县曾经下辖的一个镇。2019年12月，撤销鹤林镇，将其所属行政区域划归静边镇管辖。

## 行政区划
鹤林镇撤销前下辖以下地区：
鹤林社区、柳垭村、檀木村、阳山村、新桥村、高山村和安全村。